# Hohlweiler
Hohlweiler (fränkisch: Hohlwala bzw. Wahla) ist ein Gemeindeteil der Stadt Scheinfeld im Landkreis Neustadt an der Aisch-Bad Windsheim (Mittelfranken, Bayern). Hohlweiler liegt in der Gemarkung Grappertshofen.

## Lage
Das Dorf liegt an der Staatsstraße 2421, die nach Scheinfeld (1,2 km nördlich) bzw. zur Bundesstraße 8 bei Oberlaimbach verläuft (1,2 km südlich). Eine Gemeindeverbindungsstraße führt nach Hohlweilermühle (0,5 km nordöstlich). Etwas weiter im Osten fließt die Scheine, die einen Kilometer weiter südlich mit der Bibart zum Laimbach zusammenfließt.

## Geschichte
Der Ort wurde im Würzburger Lehenbuch, das im Zeitraum von 1317 bis 1322 entstanden ist, als „Wiler“ erstmals erwähnt, 1356 wurde es in einer Urkunde „Horweyler“ genannt. Das Bestimmungswort des Ortsnamens ist ‚hor‘ (mhd. für sumpfiger Boden). Im Jahr 1457 wurde der Ort teilweise, später ganz schwarzenbergerisch.
Im Rahmen des Gemeindeedikts (frühes 19. Jahrhundert) wurde Hohlweiler dem Steuerdistrikt Scheinfeld und der Ruralgemeinde Grappertshofen zugeordnet. Am 1. Januar 1972 wurde Hohlweiler im Zuge der Gebietsreform in Bayern nach Scheinfeld eingemeindet.

### Baudenkmäler
In Hohlweiler gibt es drei Baudenkmäler:
- Brücke
- Bildstock
- Grenzstein

ehemalige Baudenkmäler
- Haus Nr. 1: erdgeschossiges Wohnstallhaus, erbaut Mitte des 19. Jahrhunderts; verputzter Bruchsteinbau mit quaderverstärkten Ecken, im Wohnteil drei zu fünf Achsen; Satteldach mit langem Hopfenladen; Giebel Fachwerk[11]
- Haus Nr. 3: erdgeschossiges Wohnstallhaus mit Halbwalm zur Straße, erste Hälfte des 19. Jahrhunderts; Bruchsteinbau von fünf zu drei Achsen, mit quaderverstärkten Ecken[11]
- Haus Nr. 4: erdgeschossiges Wohnstallhaus 1807; verputzter Massivbau von zwei zu sechs Achsen mit quaderverstärkten Ecken; statt des heutigen Giebels zur Straße ehemals Halbwalm; profiliertes  hölzernes Traufgesims; auf einem der Quader an der südlichen Ecke der Giebelseite bezeichnet „I[osef] R[omeis] / 1807“[11]
- Haus Nr. 6: erdgeschossiges Wohnstallhaus, erste Hälfte des 19. Jahrhunderts, mit Halbwalm zur Straße; Quadermauerwerk mit geknickten Eckvorlagen, die in eine bandförmige Leiste unter dem profilierten hölzernen Traufgesims münden; unter dem verputzten Fachwerkgiebel bandförmiges Gurtgesims; im Hof niedriger langgestreckter Keller mit Satteldach, im hinteren Teil tonnengewölbt, aus Bruchstein[11]
- Haus Nr. 15: Gemeindehaus, zweite Hälfte des 18. Jahrhunderts; erdgeschossiges Wohnstallhaus von vier zu zwei Achsen, aus verputztem Massivmauerwerk; zweigeschossiger Giebel zur Straße mit struktivem Fachwerk; darüber hölzerner Glockenturm auf zwei Pfosten, mit profiliertem hölzernen Traufgesims über quadratischem Grundriss und eingezogen achtseitiger Zwiebelkuppel, schiefergedeckt; Stange, Knauf, Windfahne[11]

### Einwohnerentwicklung
| Jahr      | 001818 | 001836 | 001840 | 001861 | 001871 | 001885 | 001900 | 001925 | 001950 | 001961 | 001970 | 001987 |
| Einwohner | 73     | 69     | 59     | 78     | 71     | 79     | 74     | 66     | 64     | 68     | 71     | 74     |
| Häuser    | 14     | 14     | 12     |        |        | 14     | 14     | 14     | 11     | 13     |        | 23     |
| Quelle    | [ 7 ]  | [ 13 ] | [ 14 ] | [ 15 ] | [ 16 ] | [ 17 ] | [ 18 ] | [ 19 ] | [ 20 ] | [ 21 ] | [ 22 ] | [ 1 ]  |

## Religion
Hohlweiler ist römisch-katholisch geprägt und bis heute nach Mariä Himmelfahrt (Scheinfeld) gepfarrt.